# Sockpuppet

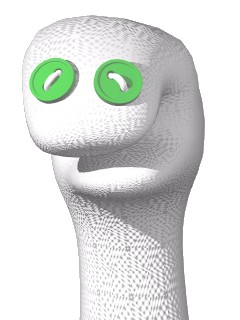
Um sock puppet, do qual veio o nome dos sock puppets da Internet.

Sockpuppet é um termo pejorativo para uma identidade falsa (fake) usada para fins fraudulentos dentro de uma comunidade da Internet. De acordo com o Word Spy, "Um sock puppet ... é uma identidade falsa através da qual um membro de uma comunidade na Internet se manifesta enquanto finge que não o faz, como faz um titereiro manipulando fantoches".
Nos casos mais simples, um sockpuppet defende ou elogia seu titereiro. Outros exemplos, mais complexos, são descritos em Wikipedia:Sock puppet. O que os unifica não é meramente postar algo sob um pseudônimo, mas ocultar a verdadeira motivação por trás da opinião expressa.

## Histórico
O termo foi empregado pela primeira vez na Usenet em referência a Earl Curley, que usava vários pseudônimos para defender seu caráter e argumentos e denegrir seus oponentes. O termo tentáculo foi também comumente utilizado com sentido similar na Usenet em meados dos anos 1990.

## Exemplos públicos notáveis
Em anos recentes, exemplos envolvendo figuras públicas dos Estados Unidos incluem:
- John Lott, autor de More Guns, Less Crime, que, entre 2000 e 2003, postou sob a identidade "sock puppet" de "Mary Rosh",[3] elogiando os ensinamentos de Lott e discutindo com os críticos de Lott na   Usenet. O nome também foi usado para postar resenhas espetaculares dos livros dele, e para desacreditar livros de rivais em sítios de livros on-line. Lott admitiu que freqüentemente usava o pseudônimo "Mary Rosh" para defender-se, mas afirmou que as resenhas de livros escritas por "Mary Rosh" haviam sido feitas realmente pelo filho e a esposa dele.
- Lee Siegel, colunista da revista The New Republic, foi suspenso por defender seus artigos e comentários de blog usando a conta de usuário "Sprezzatura". Um dos tais comentários, defendendo as más resenhas feitas por Siegel sobre Jon Stewart: "Siegel é mais bravo, brilhante e esperto do que Stewart jamais será."[4][5]
- Em 2006, um alto assessor do então congressista Charlie Bass (republicano) foi apanhado fazendo-se passar por um partidário "preocupado" de Paul Hodes, democrata adversário de Bass, em vários blogs liberais de New Hampshire, usando pseudônimos tais como "IndieNH" ou "IndyNH". "IndyNH" "preocupava-se" que os democratas estivessem gastando dinheiro com Hodes, porque Bass era imbatível.[6]
- Em 2007, o CEO da Whole Foods, John Mackey, foi flagrado postando no Yahoo Finance Message Board, elogiando sua própria empresa e prevendo um futuro difícil para uma rival, a Wild Oats Markets enquanto ocultava suas relações com ambas as empresas sob o pseudônimo "Rahodeb".[7]
- Em 2011, a ex-candidata a vice presidente dos Estados Unidos pelo partido Republicano, Sarah Palin foi descoberta ao criar um falso perfil no Facebook para elogiar a si mesma e à sua família. O perfil falso Louh Sarah afirmava adorar a familia Palin, "curtia" os comentários de Sarah, e escrevia amem para frases dela, alem de postar mensagens de apoio moral para a filha da politica, Bristol Palin à época em que participou do programa Dancing with stars. Para seu azar Palin utilizou a sua propria conta de e-mail para criar o perfil, sem saber que outros usuarios tambem tinham acesso à essa informação.[8]

No Brasil, um caso célebre de falsa identidade envolveu em 1999 o empresário Ricardo Mansur e o banco Bradesco. Após haver perdido uma linha de crédito milionária do banco, Mansur começou a divulgar e-mails alarmistas pela internet onde alardeava o risco de quebra da instituição financeira e atentava contra a honra de seus diretores. Mansur foi descoberto pelo delegado Mauro Marcelo de Lima e Silva da Polícia Civil de São Paulo e sua equipe, através do rastreamento do IP da máquina usada por ele.